# Carlos Silva (bispo)
Carlos Silva, O.F.M.Cap. (Andradina, 5 de dezembro de 1962) é um frade capuchinho e prelado da Igreja Católica, desde 2020 é bispo auxiliar de São Paulo.

## Biografia
Filho de José Silva e Maria Moura Silva, é o décimo filho de onze irmãos. Nasceu em Andradina, interior de São Paulo, mas teve sua infância e adolescência vividas na cidade de Birigui – SP, local onde conheceu os capuchinhos.
Em janeiro de 1984, iniciou sua formação religiosa no Seminário Seráfico São Fidelis, em Piracicaba (SP), onde realizou a etapa do postulado estudando de 1984 a 1986 a filosofia. Foi admitido no noviciado no Convento Sagrado Coração de Jesus, Piracicaba (SP), no dia 8 de janeiro de 1987 e emitiu seus primeiros votos no dia 10 de janeiro de 1988. Concluiu seus estudos de filosofia no Seminário Seráfico São Fidélis de Piracicaba e de teologia na Pontifícia Universidade Católica de Campinas. Cursou o Centro de Estudos Franciscanos e Pastorais para América Latina (CEFEPAL) em Petrópolis.
Foi ordenado diácono em 1 de dezembro de 1991 por Dom Marcelino Correr, bispo de Carolina na Paróquia São Francisco de Assis, de Nova Veneza. ordenado padre em 1 de agosto de 1992, por Dom Irineu Danelon, bispo de Lins, em Birigui – SP, na Paróquia Imaculada Conceição.

### Ofícios
Foi vigário paroquial na Paróquia São Francisco de Assis, em Nova Veneza, Sumaré, (SP), e assistente da Fraternidade Missionária do Homem do Campo, em Mirandópolis, também na Diocese de Lins. Em 1995, realizou estudos de espiritualidade franciscana em Petrópolis.
Em 1996, assumiu a coordenação da Pastoral Vocacional e Missionária da província dos Capuchinhos de São Paulo, em Piracicaba, sendo também guardião do Seminário Seráfico São Fidélis.
De fevereiro de 2004 a outubro de 2013, foi missionário no Norte do México, onde exerceu as funções de vigário paroquial da Paróquia Nossa Senhora de Guadalupe em Yecora, Estado de Sonora (2004 a 2007); promotor vocacional (2004 a 2011); Mestre dos Noviços e pós-Noviços (2007 a 2013); guardião do Convento São Pio de Pietrelcina, em Monterrey, Estado de Novo Leon (2009 a 2013); Pároco da paróquia Santíssima Trindade, em Benito Juárez, Estado de Nuevo León.
De volta ao Brasil, Frei Carlos foi Ministro Provincial em São Paulo por dois mandatos (2013 a 2018) e Presidente da Conferência dos Capuchinhos do Brasil (CCB). Em setembro de 2018 foi eleito Conselheiro Geral da Ordem dos Frades Menores Capuchinhos.
Em 16 de dezembro de 2020, foi nomeado bispo auxiliar de São Paulo, sendo consagrado como bispo titular de Súmula em 13 de fevereiro de 2021 na Catedral Metropolitana de São Paulo, pelo cardeal Dom Odilo Scherer, arcebispo de São Paulo, coadjuvado por Dom José Soares Filho, O.F.M. Cap., bispo emérito de Carolina e por Dom Manoel Delson Pedreira da Cruz, O.F.M. Cap., arcebispo da Paraíba.
Frei Carlos é o sexto bispo pertencente aos capuchinhos de São Paulo. O primeiro, em 1929, foi Dom Frei Luís Maria de Sant'Ana (Diocese de Uberaba e Diocese de Botucatu), seguido por Dom Frei Daniel Tomasella (Diocese de Marília), Dom Frei Marcelino Correr (Diocese de Carolina), Dom Frei José Soares Filho [Dom Egito] (Diocese de Carolina) e Dom Frei João Alves Santos (Diocese de Paranaguá).[carece de fontes?]
É o atual vigário episcopal para a Região Brasilândia.